# Sally Ann Howes
Sally Ann Howes (sinh ngày 20 tháng 7 năm 1930) là một nữ diễn viên và ca sĩ người Anh mang hai quốc tịch Anh-Mỹ. Sự nghiệp của bà trên sân khấu, màn ảnh và truyền hình đã kéo dài hơn sáu thập kỷ. Bà được biết đến với vai diễn Truly Scrumptious trong bộ phim ca nhạc Chitty Chitty Bang Bang năm 1968. Bà được đề cử Giải Tony cho Nữ diễn viên chính xuất sắc nhất phim nhạc kịch năm 1963 cho vai diễn trong Brigadoon.